# Laïka de Sibérie orientale
Pour les articles homonymes, voir Laïka (homonymie).
Le laïka de Sibérie orientale est une race de chien d'origine russe. C'est un chien de type spitz, sélectionné comme chien de chasse polyvalent adapté aux terrains de la Sibérie orientale. La race est populaire en Russie et en Scandinavie.

## Historique
Le berceau d'origine de ce chien de chasse est les régions de taïga et de montagnes de la Sibérie centrale et orientale. Le laïka de Sibérie orientale est le produit de croisements entre différentes variétés de laïkas des peuples Toungouses et Iakoutes et des régions pré-Baïkal et pré-Amour. La reconnaissance de la race est obtenue en 1947 et le premier standard est rédigé en 1949. Le standard définitif est reconnu en 1981. De nos jours, le laïka de Sibérie orientale est bien répandu dans sa région d’origine, mais également dans la région d'Irkoutsk, en Russie occidentale et en Scandinavie.

## Standard

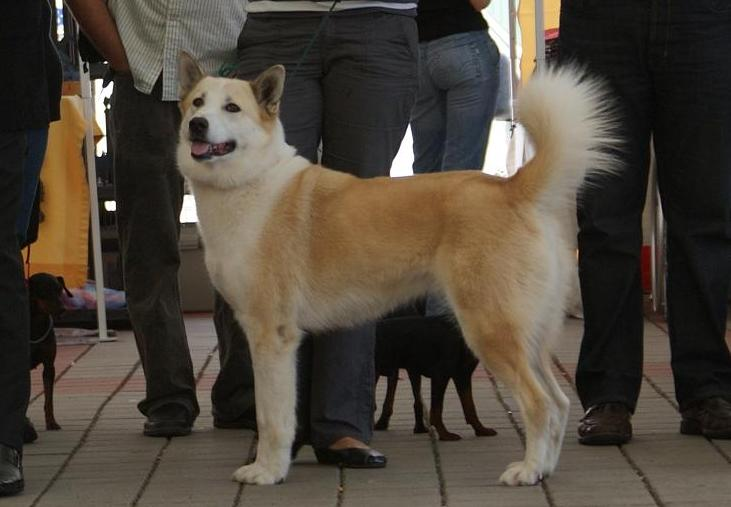
Tuiskukivalon Helmi, champion mondial 2009 à l'exposition canine de Bratislava.

De taille moyenne, le laïka de Sibérie orientale est une race de type spitz de constitution robuste et compacte, à l’ossature solide et à la musculature bien développée. La longueur du corps, de la pointe de l’épaule à la pointe de la fesse, est légèrement supérieure à la hauteur au garrot. Le dimorphisme sexuel est bien prononcé. En forme de faucille ou enroulée, la queue est portée dressée ou retombant vers l’avant. Si elle est enroulée, elle s’appuie fermement sur la croupe ou l’arrière des cuisses. La tête est relativement grande et très forte. De grandeur moyenne,Les yeux sont de forme ovale et placés de biais. La couleur des yeux est le marron, de préférence foncé. Les oreilles sont dressées et de forme triangulaire. 
Le laïka de Sibérie orientale a le poil de couverture gros, serré et droit avec un sous-poil dense et souple. Il forme autour du cou et sur les épaules une collerette et, chez les mâles, une crinière sur le garrot. Les couleurs acceptées sont le noir et feu, le noir, le noir et blanc, le blanc et le pie.

## Caractère

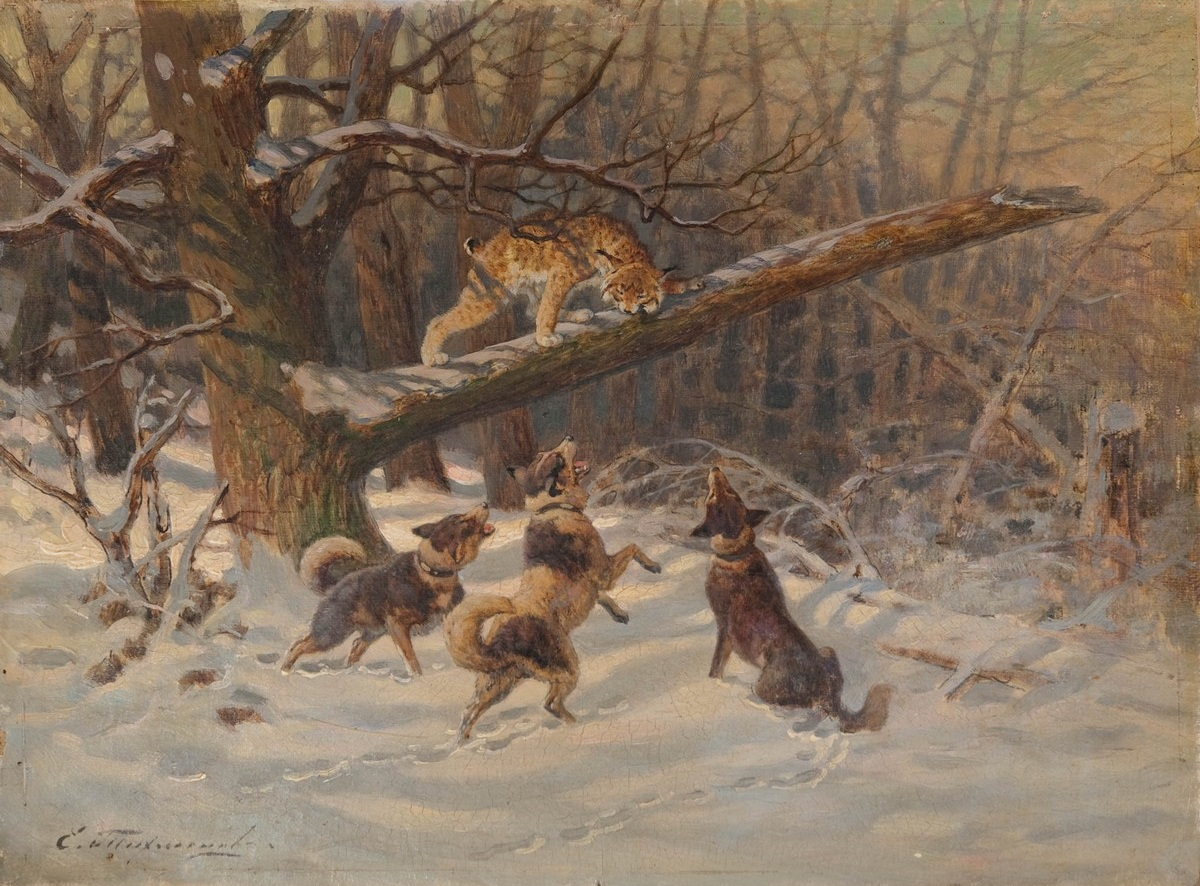
Des laïkas de Sibérie orientale chassent un lynx. Efim Alexandrovich Tikhmenev - fin XIXe siècle.

Le laïka de Sibérie orientale est décrit dans le standard FCI comme un chien stable et équilibré, amical, gentil et digne de confiance envers l’être humain.  

## Utilité
Le laïka de Sibérie orientale est un chien de chasse vigoureux et passionné avec un sens olfactif et de détection du gibier très développé, notamment pour le grand gibier. Il est décrit comme très indépendant lors de la chasse.